# Râul Valea Lazului, Mara
Râul Valea Lazului este un afluent al râului Mara.

## Hărți
- Harta județului Maramureș
- Harta Munții Gutâi  Arhivat în 4 martie 2016, la Wayback Machine.